# Peter de Leia

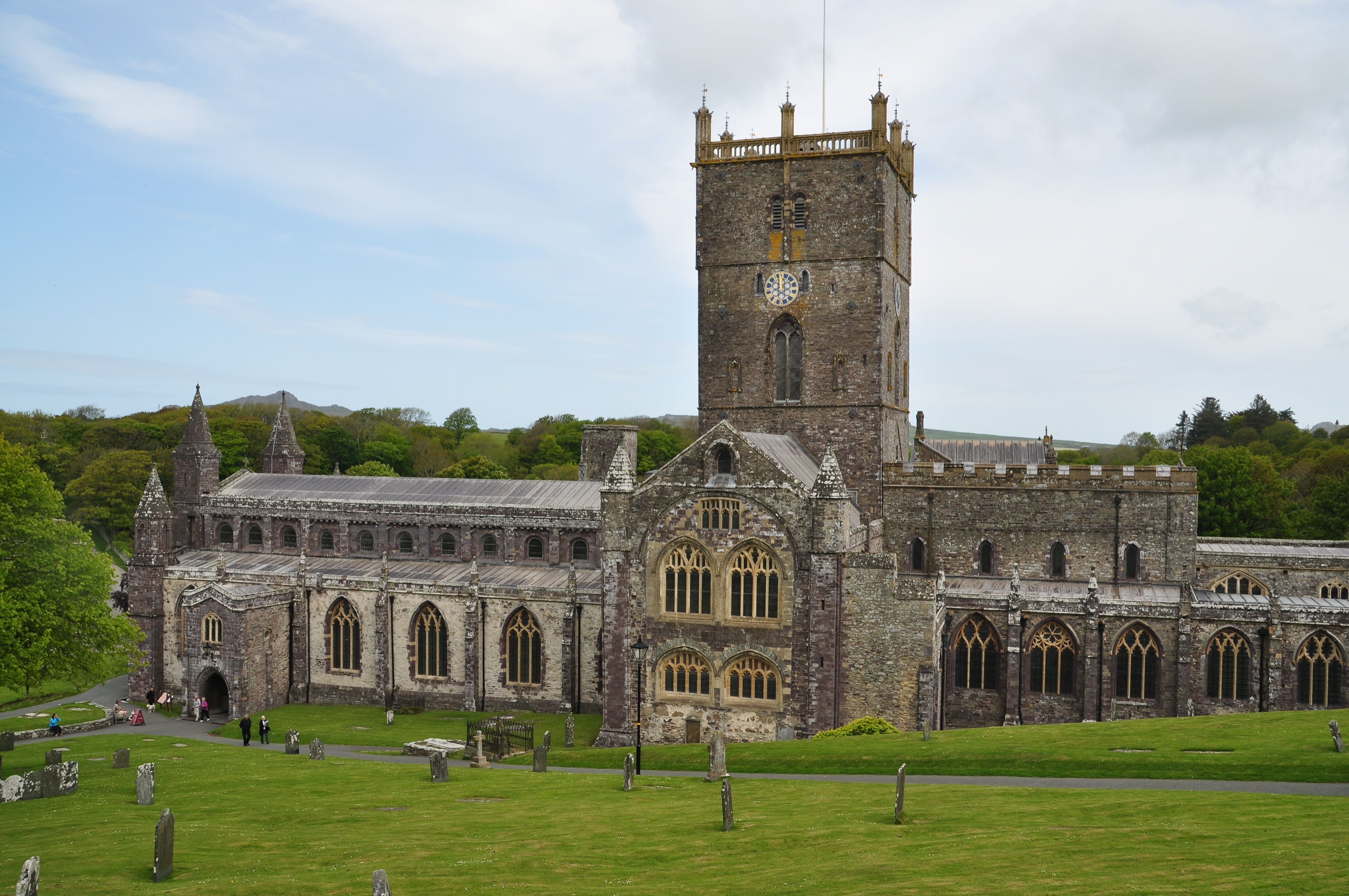
Während Peter de Leias Amtszeit begann der Neubau der Kathedrale von St Davids

Peter de Leia (auch Peter of Lee) († 16. Juli 1198) war ein englischer Geistlicher. Ab 1176 war er Bischof von St Davids in Wales.

## Aufstieg zum Bischof
Die Herkunft und Jugend von Peter de Leia sind unbekannt. Angeblich war er ein Onkel von Reginald Foliot, der später Kanoniker an der Kathedrale von St Davids war. Nach 1170 war er Prior von Much Wenlock Priory in Shropshire. Als nach dem Tod von Bischof David FitzGerald 1176 das Kathedralkapitel der walisischen Diözese St Davids die vier Archidiakone der Diözese als Kandidaten für das Amt des Bischofs nominierte, erwartete es, dass König Heinrich II. von diesen Kandidaten Gerald von Wales, den Neffen des verstorbenen Bischofs als neuen Bischof auswählen würde. Über diese Vorauswahl war der König jedoch so erbost, dass er keinen der vier als neuen Bischof bestimmte. Stattdessen wurde Peter de Leia gewählt. Am 7. November 1176 wurde er zum Bischof geweiht.

## Bischof von St Davids
Die Informationen über diese Wahl und das meiste, was über die Amtszeit von Peter de Leia bekannt ist, stammt von Gerald von Wales, der ihm bei der Bischofswahl unterlegen war. Dieser stellte Peter de Leia wohl deshalb ausgesprochen negativ dar. Als Bischof hätte Peter de Leia sowohl mit den Walisern, die ihn als vom englischen König aufgezwungenen Bischof ablehnten, wie auch mit seinem Kathedralkapitel in Streit gelegen. Er konnte auch nicht den Anspruch der Bischöfe von St Davids, Metropolit von Wales zu sein, aufrechterhalten. Diese Konflikte hätten dazu geführt, dass er sich kaum in seiner Diözese aufhielt, sondern stattdessen im Dienst der englischen Könige in England tätig war. 1184 scheiterte der Versuch der Mönche des Kathedralpriorats von Canterbury, ihn als Kandidaten für das Amt des Erzbischofs von Canterbury zu nominieren. 1188 legte er ein Kreuzzugsgelübde ab, von dem er jedoch 1189 entbunden wurde. Während seiner Amtszeit als Bischof begann 1181 der Bau der neuen Kathedrale von St Davids. In den 1190er Jahren kam es in Wales wieder zu größeren Kämpfen zwischen den walisischen Fürstentümern und den anglonormannischen Marcher Lords, die von den englischen Königen unterstützt wurden. Dabei zerstörte Lord Rhys, der walisische Herr von Deheubarth 1192 Llawhaden Castle, eine Burg des Bischofs von St Davids. Lord Rhys wurde für diesen Angriff exkommuniziert, erst nach seinem Tod 1197 wurde die Exkommunikation aufgehoben, so dass Lord Rhys doch noch in der Kathedrale von St Davids beigesetzt werden konnte. Auch Bischof Peter wurde nach seinem Tod in der Kathedrale beigesetzt.